# Museum Fronfeste

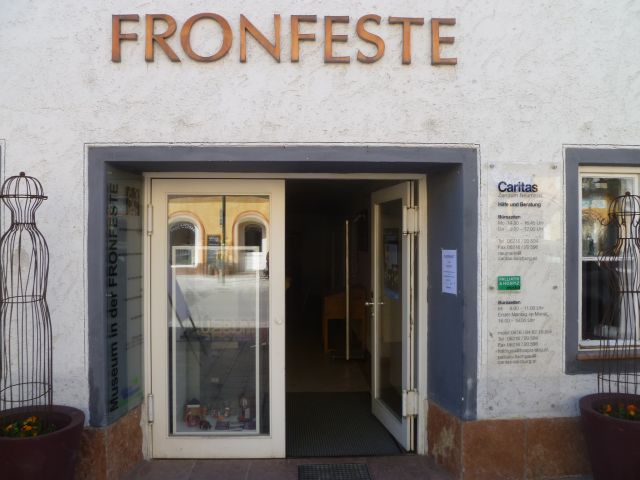
Der Eingang zum Museum

Das Museum Fronfeste steht auf Hauptstraße 27 in der Stadtgemeinde Neumarkt am Wallersee im Flachgau im Land Salzburg.

## Museumsgebäude
Das Museum befindet sich in der Fronfeste, die 1589 unter Erzbischof Wolf Dietrich von Raitenau als Amtmann- und Gefängnishaus erbaut wurde.

## Themen der Ausstellung
Das Museum zeigt:
- Ortsgeschichte von Neumarkt am Wallersee
- Ausgrabungen der Römerzeit (Tarnantone) und Alltagsleben der Römer
- Gerichtswesen und Kriminalgeschichte
- Lederwerkstatt: Gerberei und Säcklerei
- Hutmacherei

Dazu kommt die Galerie für Zeitgenössische Kunst.
Das Museum bietet auch museumspädagogische Angebote für Kinder und Jugendliche.